# Ethica (Spinoza)

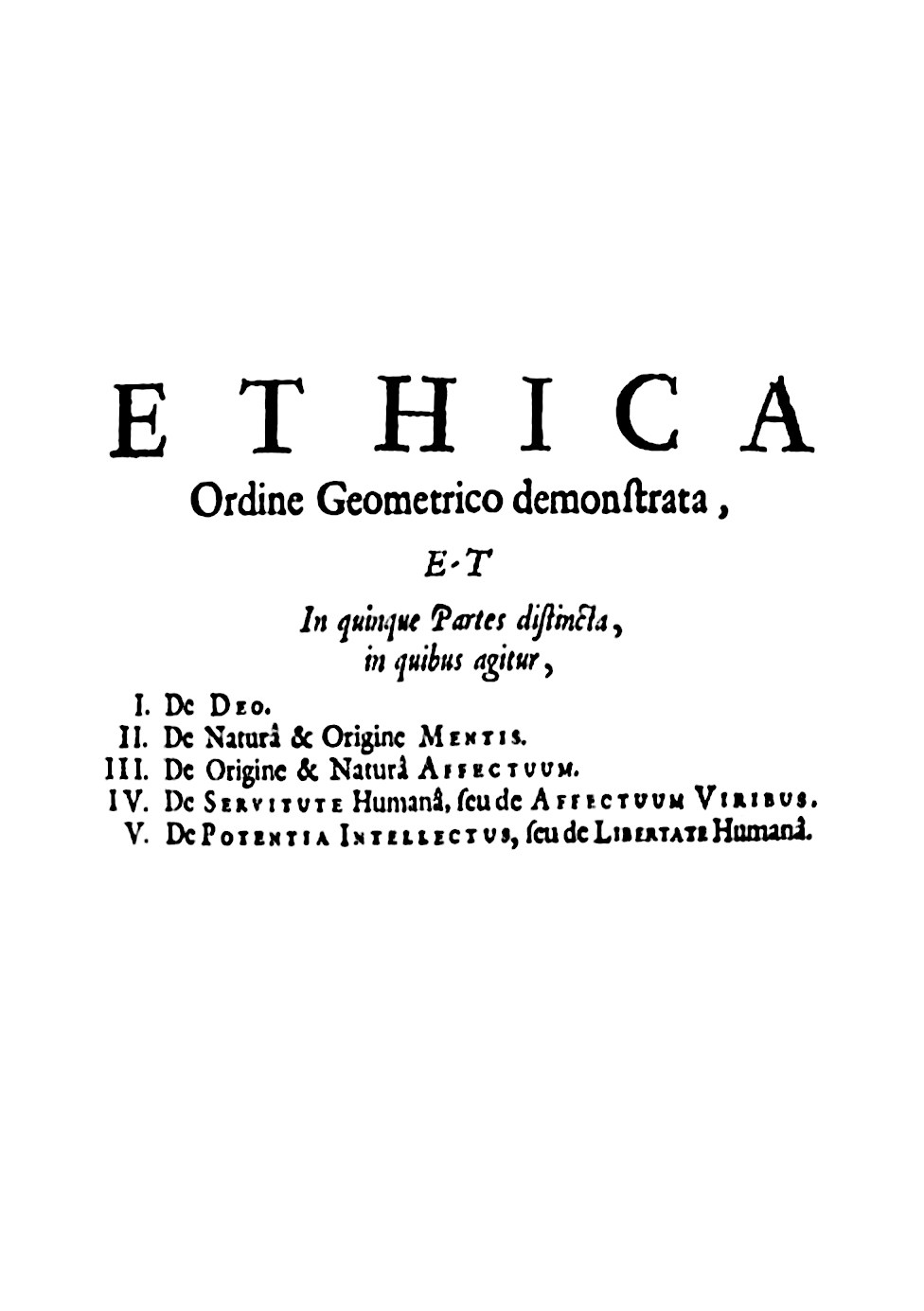
Ethica, titelpagina

Ethica, Ordine Geometrico Demonstrata (Latijn voor "Ethiek uitgelegd volgens de methode van de meetkunde") is een rationalistisch-metafysische verhandeling van de filosoof Benedictus de Spinoza. Het in Latijn geschreven werk wordt algemeen beschouwd als zijn magnum opus (hoofdwerk) en werd postuum in 1678 gepubliceerd. Veel onderwerpen die erin behandeld worden, had Spinoza al in eerdere publicaties besproken.

## Geometrische methode
In navolging van De beginselen van de filosofie (1663) van René Descartes is Ethica opgebouwd volgens de geometrische methode (more geometrico demonstrata, methode van de meetkunde). Dit model volgt de structuur van werken als Euclides' Elementen en werd waarschijnlijk vooral geïnspireerd door Proclus' Institutio theologica, "Elementen van de theologie", een axiomatische presentatie van neoplatoonse metafysica uit de 5e eeuw.
Ieder deel (of hoofdstuk) begint met definities van sleutelwoorden, zoals:
Met substantie bedoel ik datgene, wat op zichzelf bestaat en uit zichzelf moet worden begrepen. Dat wil zeggen dat het niet een ander begrip vooronderstelt waaruit het moet worden afgeleid.— Deel 1, definitie 3
Daarna volgt een serie zelfverklarende axioma's, zoals:
Naarmate de menselijke geest alles als oorzaak en gevolg begrijpt, heeft de mens meer macht over zijn aandoeningen en lijdt hij er minder onder.— Deel 5, stelling 6
Hiervan leidt Spinoza een aantal theorema af, gevolgd door aanvullende bewijzen, gevolgtrekkingen, aanmerkingen en postulaten. Hiermee wordt de opvatting te kennen gegeven dat in de filosofie, net als in de wiskunde, alle stellingen uit de hoogste principes deduceerbaar zijn. Mogelijk dacht Spinoza ook dat deze structuur duidelijker zou zijn dan de narratieve structuur van zijn eerdere werken.

## Deel 1
De Deo - "over God"
In het eerste deel begint Spinoza met het definiëren van acht begrippen: 'zijn eigen oorzaak', 'substantie', 'attribuut', 'modus', 'God', 'vrijheid' en 'eeuwigheid'. Deze definities worden gevolgd door een serie axioma's. Spinoza bereikt al snel de conclusie dat 'substantie' noodzakelijk moet bestaan, zijn eigen oorzaak en onbeperkt is. Vanuit die conclusie bewijst hij dat er niet twee substanties kunnen bestaan met hetzelfde attribuut, omdat de ene de andere zou beperken. Dit leidt tot de monumentale conclusie van stelling 11:
God, oftewel een substantie die uit een oneindig aantal attributen bestaat die ieder een eeuwige en oneindige essentie uitdrukken, bestaat noodzakelijk.
Uit de definitie van God als een substantie met oneindige attributen en andere stellingen over substantie, volgt dat "er geen andere substantie kan zijn of begrepen kan worden behalve God" (stelling 14) en: "alles wat is, is in God, en niets kan zonder God bestaan of begrepen worden" (stelling 15). Dit vormt de kern van Spinoza’s pantheïsme: God is overal en alles wat bestaat is een modus van God. God wordt door de mens slechts door twee van zijn attributen gekend - denken en uitgebreidheid (de kwaliteit van het hebben van ruimtelijke dimensies) - hoewel het aantal van Gods attributen oneindig is. Later in deel 1 stelt Spinoza vast dat alles wat gebeurt, noodzakelijkerwijs voortvloeit uit de aard van God en dat er geen contingenties in de natuur kunnen zijn. Deel 1 besluit met een toegevoegde polemiek over de foutieve interpretatie van de wereld door religieuze en bijgelovige mensen, die denken dat God de gang van zaken kan veranderen en dat de gang van zaken soms een goddelijk oordeel over menselijk gedrag weerspiegelt.
Schema van de stellingen
- Definities en axioma's
- Wat 'God' inhoudt: 1-6 Er is maar één substantie. 7-10 Oneindigheid en bestaan van de substantie. 11-15 'God' is een absoluut oneindige substantie.
- Welke dingen uit 'God' volgen en door 'God' worden voortgebracht: 16-20 Hoe 'God' werkt. 21-23 Eeuwige en oneindige dingen. 24-29 Scheppende en geschapen natuur. 30-36 Verstand, wil, kracht.
- Aanhangsel: Vooroordeel over de noodzakelijkheid enzovoorts.

## Deel 2
De Natura et Origine Mentis - "over de aard en de oorsprong van de geest"
In deel 2 onderzoekt Spinoza de twee attributen waardoor mensen de wereld begrijpen: gedachte en uitbreiding. De laatste vorm van begrip wordt ontwikkeld in de natuurwetenschap, de eerste in logica en psychologie. Voor Spinoza is er, in tegenstelling tot voor Descartes, geen probleem om de wisselwerking tussen geest en lichaam uit te leggen. De twee zijn geen afzonderlijke entiteiten die causaal interactie met elkaar hebben, maar slechts verschillende aspecten van dezelfde gebeurtenissen. Spinoza aanvaardt de mechanistische fysica van Descartes als de juiste manier om de wereld in termen van uitbreiding te begrijpen. Individuele fysieke of mentale entiteiten zijn 'modi' van substantie: fysieke entiteiten zijn substantiemodi die begrepen worden in termen van het attribuut van uitgebreidheid; mentale entiteiten zijn substantiewijzen die worden opgevat in termen van het attribuut van het denken. Omdat God de enige substantie is, zijn alle fysieke en mentale entiteiten modi van God. Terwijl de modus natura naturata, "door de natuur geschapen" en vergankelijk is, is God, of substantie, natura naturans, "natuur-scheppend" en eeuwig.

### Drie soorten kennis
Het laatste deel van het tweede deel behandelt kentheorie, eerst waar- en onwaarheid van ideeën en vervolgens een indeling van kennissoorten: 1. vage ervaring en beelden en verbeelding van dingen, 2. redeneren met algemeen erkende begrippen en voorstellingen van dingen, en 3. intuïtief inzicht. Alleen de laatste twee soorten kennis zijn bruikbaar. De menselijke geest heeft adequate (ware) kennis van het eeuwige en oneindige wezen van de substantie. Het verstand en de wil zijn hetzelfde, namelijk de bevestiging van een idee. Spinoza besluit het deel met een uiteenzetting van de voordelen van zijn theorie voor mens en samenleving.
Schema van de stellingen
- Definities en axioma's
- Geest en lichaam: 1-9 Denken, uitgebreidheid, voorstelling. 10 - 13 De geest is de voorstelling die bij het lichaam hoort. Uitweiding: vooronderstellingen over de aard van voorwerpen en het menselijk lichaam
- Kennis: 14-23 Waarneming en verbeelding. 24-31 Onvolkomen voorstellingen. 32-39 Onjuistheid en waarheid. 40-43 Drie soorten van kennis. 44-47 Afdoende kennis.
- Wil en verstand: 48-49 komen op hetzelfde neer.

## Deel 3
De Origine et Natura Affectuum - "over de oorsprong en de aard van emoties"
Fysieke modi die biologisch zijn, hebben een kenmerk dat verder gaat dan eenvoudige uitbreiding, namelijk conatus, "inspanning", dat wil zeggen een verlangen en drang naar zelfbehoud. Onbewust worden biologische modi ook gedreven door emoties van angst en plezier om op een bepaalde manier te handelen.
Schema van de stellingen
- Definities en postulaten (vereisten)
- Inleiding: 1-3 Handelingen en aandoeningen. 4-8 Overlevingsdrang.
- Aandoeningen: 9-11 Primaire aandoeningen. 12-57 Secondaire aandoeningen. 58-59 Aandoeningen die handelingen zijn.
- Samenvatting. Definities van 48 aandoeningen.

## Deel 4
De Servitute Humana, seu de Affectuum Viribus - "over de afhankelijkheid van de mens, ofwel over de kracht van emoties"
Menselijke wezens, als biologische geaardheden, verkeren in een staat van gebondenheid zolang ze uitsluitend vanuit emoties handelen.
Schema van de stellingen
- Voorrede, definities en axioma's
- De menselijke staat: 1-18 De oorzaken van de menselijke onmacht en wispelturigheid 19-28 Utile proprium, menselijke deugd 29-37 Het algemeen belang, samenleving
- Onderworpenheid en vrijheid: 38-58 Goede en slechte aandoeningen. 59-66 Leven volgens het verstand 67-73 Het leven van de vrije mens
- Samenvatting. Aanhangsel in 32 hoofdstukken: De juiste levenswijze

## Deel 5
De Potentia Intellectus, seu de Libertate Humana - "over de macht van het verstand, ofwel over de menselijke vrijheid"
In deel 5 van de Ethica legt Spinoza uit dat vrijheid wordt bereikt door de macht van emoties over menselijk handelen te begrijpen, door rationeel dingen en gebeurtenissen te accepteren waarover men geen controle heeft, en door zijn kennis en intellect te vergroten. De hoogste vorm van kennis bestaat uit een intellectuele intuïtie van de dingen in hun bestaan als hoedanigheden en attributen van eeuwige substantie, of God; dit is wat het betekent om de wereld te zien vanuit het aspect van de eeuwigheid. Dit soort kennis leidt tot een dieper begrip van God, die alle dingen is, en uiteindelijk tot een intellectuele liefde voor God, een vorm van gelukzaligheid die neerkomt op een soort rationeel-mystieke ervaring.
De Ethica eindigt met:
Het geluk (de gelukzaligheid) is niet een beloning voor deugdzaamheid, maar is de deugdzaamheid zelf en wij zijn niet blij om het geluk omdat we onze lusten bedwingen, maar omgekeerd, omdat we blij zijn met het geluk zijn we in staat onze lusten te bedwingen. ... Maar al het voortreffelijke is even moeilijk als zeldzaam.— Deel 5, stelling 42
Schema van de stellingen
- Voorrede en axioma's
- Oplossing voor de hartstochten: 1-10 Goed regelen van de aandoeningen van het lichaam. 11-20 'God' liefhebben.
- Het hoogste geluk: 21-23 Duurzaamheid van de geest. 24-31 Zelfkennis en kennis van God met de derde soort kennis. 32-37 Verstandelijke liefde voor 'God'. 38-41 Eeuwigheid van de geest, echte vroomheid en godsdienst. 42 Geluk is niet de beloning voor de deugd, maar de deugd zelf.

## Kritiek op de Ethica
- Spinoza werd een pantheïstische en zelfs atheïstische filosofie verweten; zijn 'God' was niet de God van de orthodoxe christenen of die van de joden.
- Bij Spinoza was de rede (door middel van intellectuele contemplatie van 'God') het pad naar geluk. Dit benadrukken van de rationaliteit werd hem door andere filosofen verweten.[bron?]
- Zijn concept van menselijke vrijheid is volgens sommige filosofen, waaronder Jean-Paul Sartre, te beperkt. Volgens Spinoza kun je nooit echt een vrije keuze maken en geraak je niet los van de oorzaak-gevolg-keten die uiteindelijk alleen door 'God' gekend is.

## Vaticaans manuscript

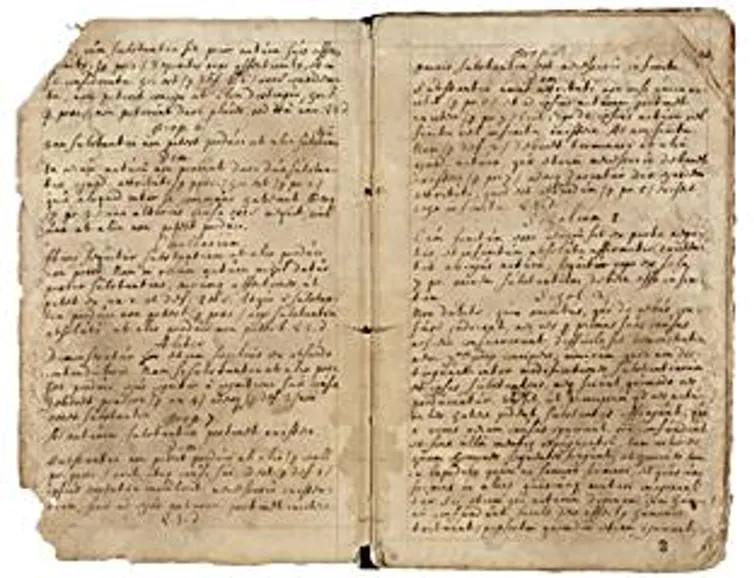
Manuscript van de tekst van Benedictus de Spinoza: Ethica. Biblioteca Vaticana, Vat. lat. 12838. Ethica deel 1, stelling 5 eind, stelling 6 tot en met 8. Prop. = Stelling, Dem. = Bewijs.

In 2011 vond prof. dr. L. Spruit in de bibliotheek van het Vaticaan een afschrift van Spinoza’s eigen tekst uit 1675. Dit manuscript is een afschrift van Spinoza's handgeschreven versie van de Ethica, gemaakt door kopiist Pieter van Gent. Van Gent maakte dit afschrift op zijn laatst eind 1674.
Na 1674 tot aan zijn dood in februari 1677  maakte Spinoza nog verbeteringen in zijn autograaf. De uiteindelijke versie werd aangetroffen op Spinoza's lessenaar en wordt daarom ook wel het 'lessenaarsmanuscript' genoemd. Deze versie was de basis van Spinoza's Opera posthuma uit 1677, maar is verloren gegaan. Toch moet op basis hiervan worden aangenomen dat de versie in de Opera posthuma dichter stond bij de finale versie van Spinoza dan het manuscript dat in het Vaticaan is gevonden.

## Nederlandse vertalingen
- Burger, Dionijs, Zedekunde van Benedictus de Spinoza, 1865
- Buuren, Maarten van, Ethica, Ambo/Anthos, 2017
- Klever, Wim, Ethicom, ofwel Spinoza's Ethica vertolkt in tekst en commentaar, Eburon Delft, 1996
- Krop, Henri, Ethica, tweetalige editie (Latijn op de linkerpagina, Nederlands op de rechterpagina), Bert Bakker, Amsterdam 2002, 2004
- Suchtelen, Nico van, Ethica (uit het Latijn vertaald, ingeleid en van verklarende aantekeningen voorzien), Wereldbibliotheek, 1928, 1979.[4]
- Vermeulen, Corinna, Ethica, vertaling van het in 2011 teruggevonden manuscript in de Bibliotheek van het Vaticaan, Boom Amsterdam, 2012

## Werken over de Ethica
- Knol, Jan, En je zult spinazie eten, Wereldbibliotheek, Amsterdam, 2012